# Queen Victoria (Schiff)
Die Queen Victoria ist ein 2007 in Dienst gestelltes Kreuzfahrtschiff der Carnival Corporation & plc. Der Konzern betreibt das Schiff unter seiner Kreuzfahrtmarke Cunard Line, mit der an die Tradition der ehemaligen britischen Reederei gleichen Namens angeknüpft wird.

## Geschichte
Der offizielle Baubeginn des Schiffes bei der Fincantieri-Werft in Marghera (Italien) wird auf den 14. April 2005 datiert, die Kiellegung erfolgte allerdings erst am 19. Mai 2006. Nach etwas mehr als einem halben Jahr wurde der Rumpf im Januar 2007 zu Wasser gelassen, im August 2007 konnten die ersten Testfahrten beginnen. Camilla Mountbatten-Windsor, Herzogin von Cornwall, die Frau des späteren Königs Charles III., taufte das Schiff am 10. Dezember 2007 in Southampton. Dies ist das erste Mal in der Geschichte, dass unter Cunard drei Schiffe gleichzeitig nach britischen Königinnen benannt sind.

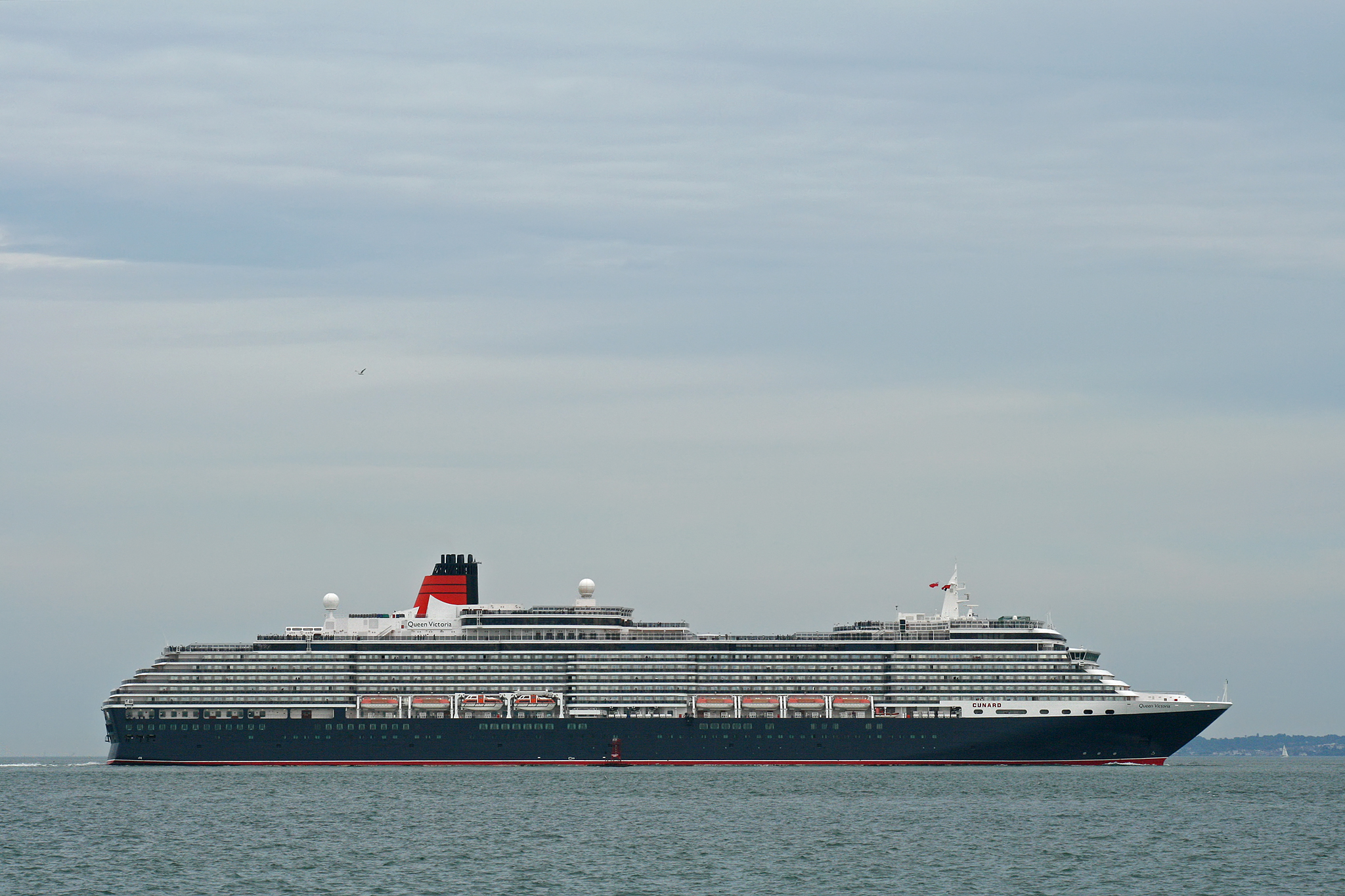
Die Queen Victoria 2010 vor Southampton

Am 11. Dezember 2007 ging die Queen Victoria zum ersten Mal mit Passagieren an Bord auf Kreuzfahrt. Die Jungfernfahrt führte das Schiff von Southampton nach Nordeuropa zu diversen Adventsmärkten. Danach brach es Richtung Süden auf, um den Weihnachtstag in Lissabon zu verbringen. Am 6. Januar 2008 startete die Queen Victoria dann zu ihrer ersten, planmäßig 106 Tage dauernden, Weltumrundung.
Drei Wochen nach ihrer Taufe kam es auf dem Schiff zu einem Ausbruch von Infektionen mit humanen Noroviren. 78 Gäste infizierten sich, der Großteil war jedoch nach kurzer Erkrankung wieder gesund.
Nach einer transatlantischen Tandem-Überfahrt zusammen mit der Queen Elizabeth 2 trafen die beiden Schiffe am 13. Januar 2008 auf die Queen Mary 2. Dieses Zusammentreffen der drei bedeutenden Luxusliner im New Yorker Hafen wurde anlässlich des gemeinsamen Auslaufens am Abend des gleichen Tages durch ein Feuerwerk begleitet. Durch ein weiteres Zusammentreffen der drei Schiffe am 22. April 2008 im Hafen von Southampton blieb es jedoch nicht das einzige. Am 13. Januar 2011 kam es in New York zum ersten Zusammentreffen der Queen Victoria und der Queen Mary 2 mit der neuen Queen Elizabeth, wobei die Queen Mary 2 nicht in Manhattan, sondern in Brooklyn anlegte. Die Verabschiedung der drei Cunard-Schiffe erfolgte erneut mit einem großen Feuerwerk.
Vom 5. bis zum 17. Januar 2015 wurden bei Blohm + Voss Abgasreiniger eingebaut.

## Technische Beschreibung
Die Queen Victoria verfügt über 995 Kabinen für 1.990 Passagiere. 86 % der Kabinen sind Außenkabinen, 71 % der Kabinen verfügen über einen eigenen Balkon. Die Kabinengröße bewegen sich von 14 bis 198 m², in der höchsten Kategorie sind die vier „Grand Suiten“ anzusiedeln, zwischen 178 und 198 m² groß – mit umlaufendem Balkon, privatem Essbereich, Open-Air-Bar. Weiterhin gibt es zwei beheizte Swimmingpools, eine zweistöckige Bibliothek mit 6.000 Büchern, Internet-Cafés, sieben Restaurants und zehn Bars, Driving Range/Putting Green, Shuffleboard, Tischtennis, Laufpfad, Spa- und Fitnesscenter sowie ein Spielkasino. Im sogenannten „Royal Court Theatre“ mit 830 Sitzplätzen und privaten Logen hinter Glas werden Musicals, Theater und Shows gezeigt, im „Viktorianischen Ballsaal“ finden tagsüber beispielsweise die klassische Teatime sowie Fechtkurse statt.

## Bordleben
Jede Reise wird von vier Gentleman Hosts begleitet, die ausschließlich dafür da sind, mit alleinreisenden Damen auf den Abendveranstaltungen und den Tanzkursen zu tanzen und sie auf Landausflügen zu betreuen. Die Herren fortgeschrittenen Alters gehen dabei nach festgelegten Regeln vor, so dass eine Gleichberechtigung der Damen gewährleistet ist.
In der Küche des Hauptrestaurants „Britannia“' arbeiten 120 Angestellte, die täglich z. B. 300 Liter Sahne, 2500 Eier und 250 Kilogramm Fleisch verarbeiten.
Gäste auf den Schiffen der Cunard-Marke werden nach einem Zwei-Klassen-System unterteilt. Die Vorgehensweise stammt aus der Zeit früherer Transatlantikliner, jedoch ist diese Trennung heute weit weniger strikt als noch vor hundert Jahren. Die Gäste der gehobenen Klassen werden nach den Namen ihrer Restaurants bezeichnet und speisen in separaten Restaurants, wohnen in luxuriöseren Suiten und verfügen über eine eigene Bar und Lounge. Hier wird, im Gegensatz zum restlichen Schiff, auch Kaviar als Gericht serviert. Die Passagiere der einfachen Klasse speisen im „Britannia“-Restaurant, haben aber Zugang zu allen anderen Restaurants an Bord außer den Grills.

## Einzelheiten
Bereits 2005 übernahm Cunard Line vor Kiellegung ein Schiff von der Schwesterschiff Holland-America Line, welches als Queen Victoria in Dienst gestellt werden sollte. Es wurde 2005 als Arcadia für P&O Cruises in Dienst gestellt. Es gehört ebenfalls zur Vista-Klasse und ist weitestgehend baugleich mit der heutigen Queen Victoria.